# Parafia Narodzenia Najświętszej Maryi Panny w Albigowej
Parafia Narodzenia Najświętszej Maryi Panny w Albigowej – parafia rzymskokatolicka, znajdująca się w archidiecezji przemyskiej, w dekanacie Łańcut I.

## Historia
W 1384 roku Albigowa została lokowana na prawie niemieckim dla osadników z Niemiec. Wieś była początkowo zwana jako: Hedwigau, Helwygheshof, Halwygowa. 
Przed 1391 rokiem została erygowana parafia, z fundacji Pileckich i wtedy zbudowano drewniany kościół. W 1542 roku zbudowano kolejny kościół. Od 12 stycznia 1620 roku parafia należała do dekanatu leżajskiego. Zbudowany trzeci kościół został w 1683 roku konsekrowany przez bpa Jana Zbąskiego. 
W latach 1886–1912 proboszczem parafii był ks. Antoni Tyczyński, który zasłużył się dla miejscowości jako działacz społeczny, oświatowy i gospodarczy. W latach 1895–1897 zbudowano obecny murowany kościół według projektu arch. Sławomira Odrzywolskiego, który w 1910 roku został konsekrowany.
Na terenie parafii jest 2 961 wiernych.
Proboszczowie parafii:.
1450– ?. ks. Mikołaj.
1650– ?. ks. Jerzy.
1661–1674. ks. Adam Zgorzelski.
1675–1699. ks. Jan Ziebrowicz.
1700–1718. ks. Ludwik Dagobert.
1718–1722. ks. Antoni Snopkiewicz.
1761–1775. ks. dr Maciej Praski.
1775–1787. ks. Jakub Balawendrowski.
1787–1806. ks. Wojciech Szpilinski.
1806–1839. ks. Antoni Gilewski.
1839–1858. ks. Marceli Bogucki.
1858–1876. ks. Wincenty Poznalski.
1876–1886. ks. Marceli Misiągiewicz.
1886–1912. ks. Antoni Tyczyński.
1912–1926. ks. Edward Sandałowski.
1926–1927. ks. Adolf Chmielowiec (administrator).
1927–1942. ks. Wojciech Krzyżak.
1942–1945. ks. Kazimierz Gąsior.
1945–1950. ks. Stanisław Gaweł.
1950–1970. ks. Wojciech Wyskida (administrator).
1970–2007. ks. kan. Stanisław Grzywna.
2007–2016. ks. Tadeusz Barcikowski.
2016–2024. ks. Bogusław Kamiński
2024– nadal ks. Bogusław Czarniecki